# 植田駅 (福島県)
植田駅（うえだえき）は、福島県いわき市植田町金畑（かなはた）にある、東日本旅客鉄道（JR東日本）常磐線の駅である。

## 歴史
- 1897年（明治30年）2月25日：日本鉄道の駅として開業[2]。
- 1906年（明治39年）11月1日：日本鉄道が国有化され、官設鉄道の所属となる[2]。
- 1909年（明治42年）10月12日：線路名称の制定により、常磐線の所属となる。
- 1949年（昭和24年）6月1日：日本国有鉄道が発足。
- 1979年（昭和54年）11月20日：専用線発着の車扱貨物の取り扱いを廃止[2]。
- 1984年（昭和59年）2月1日：荷物の扱いを廃止[2]。
- 1987年（昭和62年）4月1日：国鉄分割民営化により、JR東日本の駅となる[2]。
- 2006年（平成18年）3月22日：「もしもし券売機Kaeruくん」を設置[4]。みどりの窓口を閉鎖[4]。
- 2009年（平成21年）3月14日：東京近郊区間の拡大に伴い、ICカード「Suica」の利用が可能となる[5]。
- 2012年（平成24年）
  - 2月2日：「もしもし券売機Kaeruくん」の営業を終了[要出典]。
  - 2月3日：指定席券売機の運用を開始[6]。
- 2015年（平成27年） 3月14日：ダイヤ改正に伴い、特急列車は全通過となり、普通列車のみの停車となる。これに伴い停車終電を繰り上げ。

## 駅構造
相対式ホーム2面2線を持つ地上駅である。互いのホームは跨線橋で連絡している。
JR東日本ステーションサービスが駅業務を受託するいわき統括センター（いわき駅）管理の業務委託駅である。指定席券売機が設置されている。

### のりば
| 番線 | 路線    | 方向 | 行先                     |
| ---- | ------- | ---- | ------------------------ |
| 1    | ■常磐線 | 上り | 日立・水戸・上野方面     |
| 2    | ■常磐線 | 下り | いわき・原ノ町・仙台方面 |

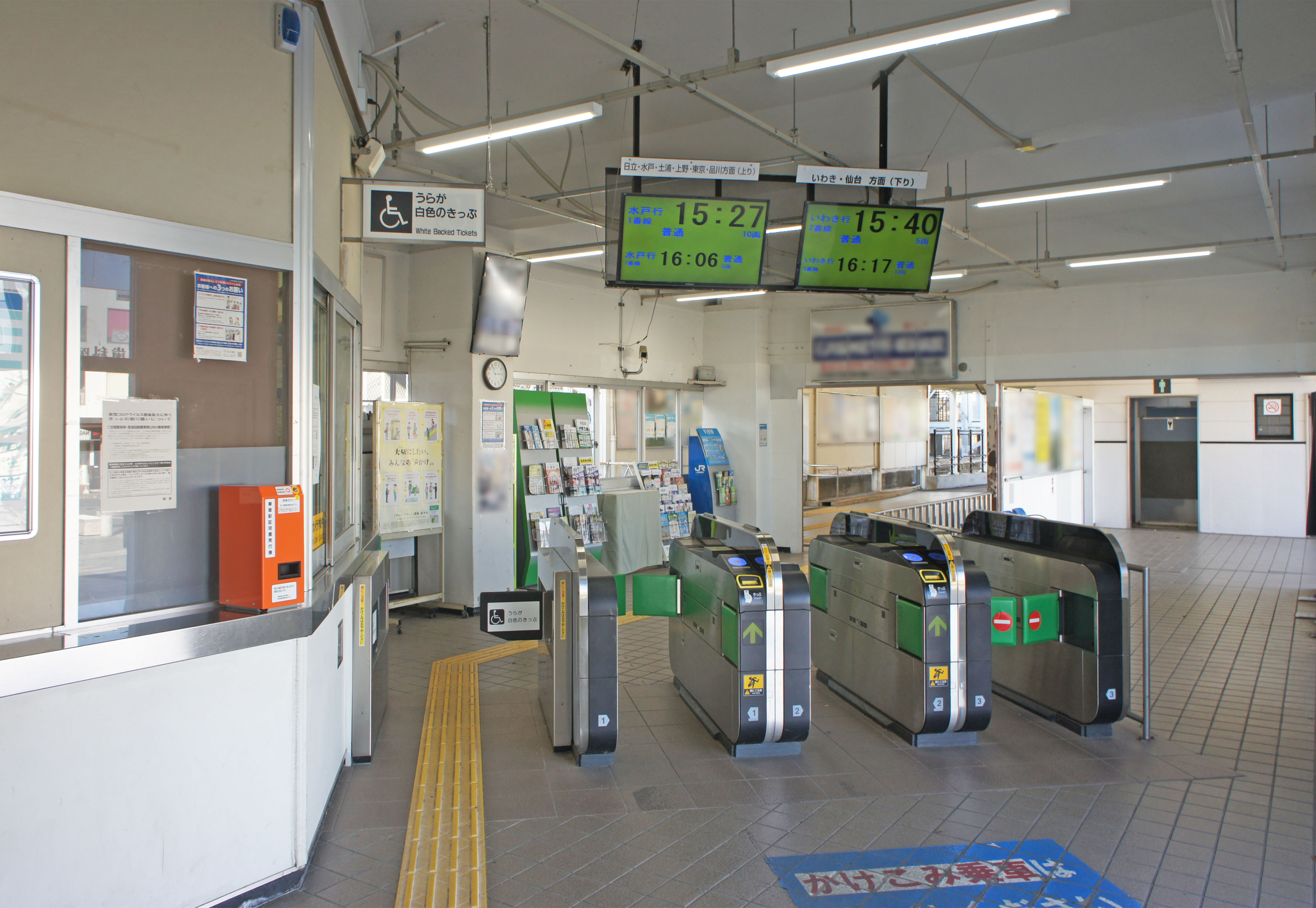
改札口（2022年2月）
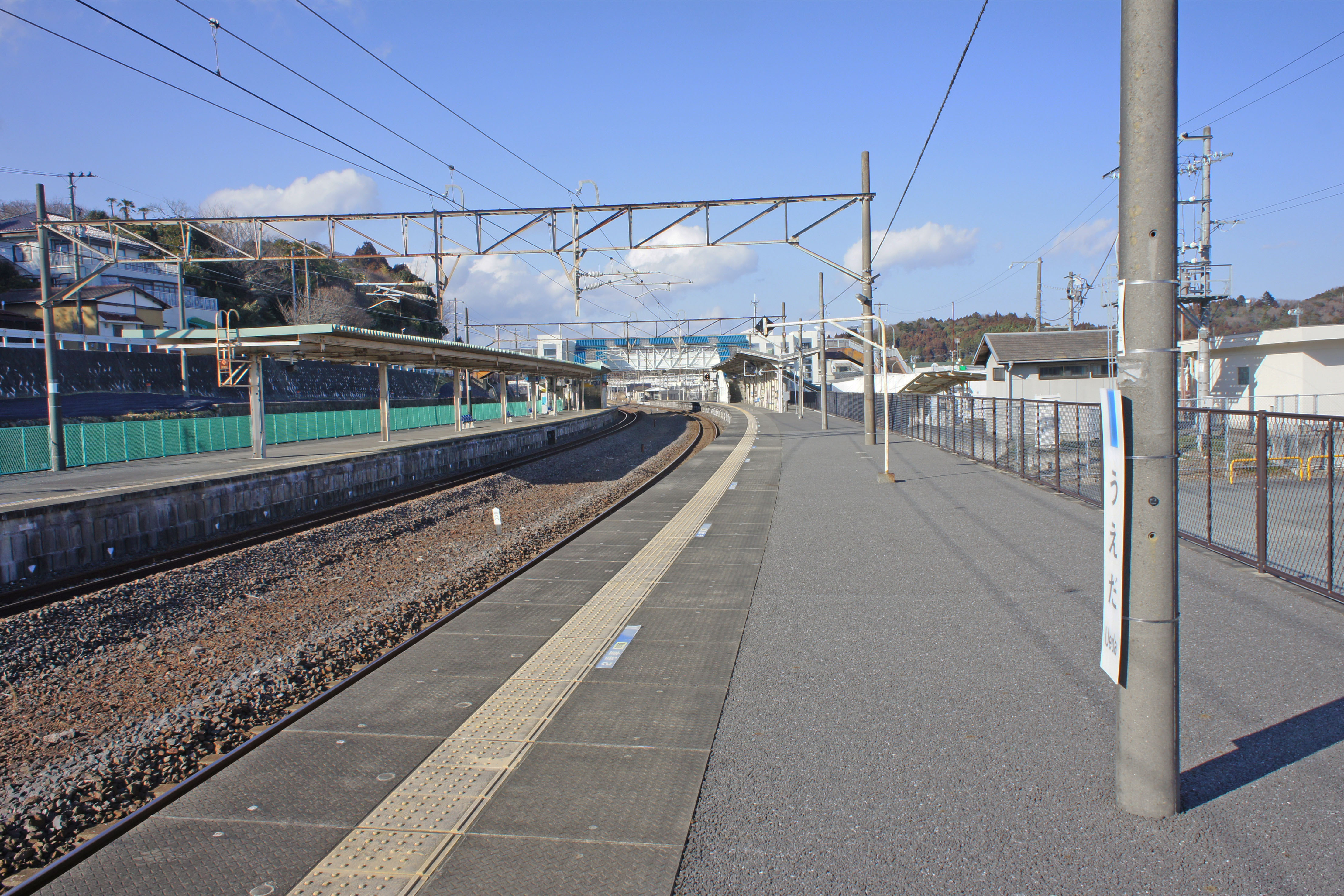
ホーム（2022年2月）

## 利用状況
JR東日本によると、2023年度（令和5年度）の1日平均乗車人員は1,509人である。
2000年度（平成12年度）以降の推移は以下のとおりである。
| 1日平均乗車人員推移 | 1日平均乗車人員推移 | 1日平均乗車人員推移 | 1日平均乗車人員推移 | 1日平均乗車人員推移 |
| 年度                | 定期外              | 定期                | 合計                | 出典                |
| ------------------- | ------------------- | ------------------- | ------------------- | ------------------- |
| 2000年（平成12年）  |                     |                     | 2,607               | [ 利用客数 2 ]      |
| 2001年（平成13年）  |                     |                     | 2,465               | [ 利用客数 3 ]      |
| 2002年（平成14年）  |                     |                     | 2,351               | [ 利用客数 4 ]      |
| 2003年（平成15年）  |                     |                     | 2,272               | [ 利用客数 5 ]      |
| 2004年（平成16年）  |                     |                     | 2,149               | [ 利用客数 6 ]      |
| 2005年（平成17年）  |                     |                     | 2,065               | [ 利用客数 7 ]      |
| 2006年（平成18年）  |                     |                     | 2,046               | [ 利用客数 8 ]      |
| 2007年（平成19年）  |                     |                     | 2,076               | [ 利用客数 9 ]      |
| 2008年（平成20年）  |                     |                     | 2,037               | [ 利用客数 10 ]     |
| 2009年（平成21年）  |                     |                     | 1,905               | [ 利用客数 11 ]     |
| 2010年（平成22年）  |                     |                     | 1,819               | [ 利用客数 12 ]     |
| 2011年（平成23年）  |                     |                     | 1,727               | [ 利用客数 13 ]     |
| 2012年（平成24年）  | 415                 | 1,523               | 1,939               | [ 利用客数 14 ]     |
| 2013年（平成25年）  | 419                 | 1,613               | 2,032               | [ 利用客数 15 ]     |
| 2014年（平成26年）  | 418                 | 1,565               | 1,983               | [ 利用客数 16 ]     |
| 2015年（平成27年）  | 385                 | 1,637               | 2,022               | [ 利用客数 17 ]     |
| 2016年（平成28年）  | 372                 | 1,622               | 1,994               | [ 利用客数 18 ]     |
| 2017年（平成29年）  | 364                 | 1,579               | 1,943               | [ 利用客数 19 ]     |
| 2018年（平成30年）  | 351                 | 1,501               | 1,852               | [ 利用客数 20 ]     |
| 2019年（令和元年）  | 341                 | 1,489               | 1,831               | [ 利用客数 21 ]     |
| 2020年（令和02年）  | 232                 | 1,420               | 1,652               | [ 利用客数 22 ]     |
| 2021年（令和03年）  | 220                 | 1,323               | 1,543               | [ 利用客数 23 ]     |
| 2022年（令和04年）  | 261                 | 1,250               | 1,511               | [ 利用客数 24 ]     |
| 2023年（令和05年）  | 287                 | 1,222               | 1,509               | [ 利用客数 1 ]      |

## 駅周辺

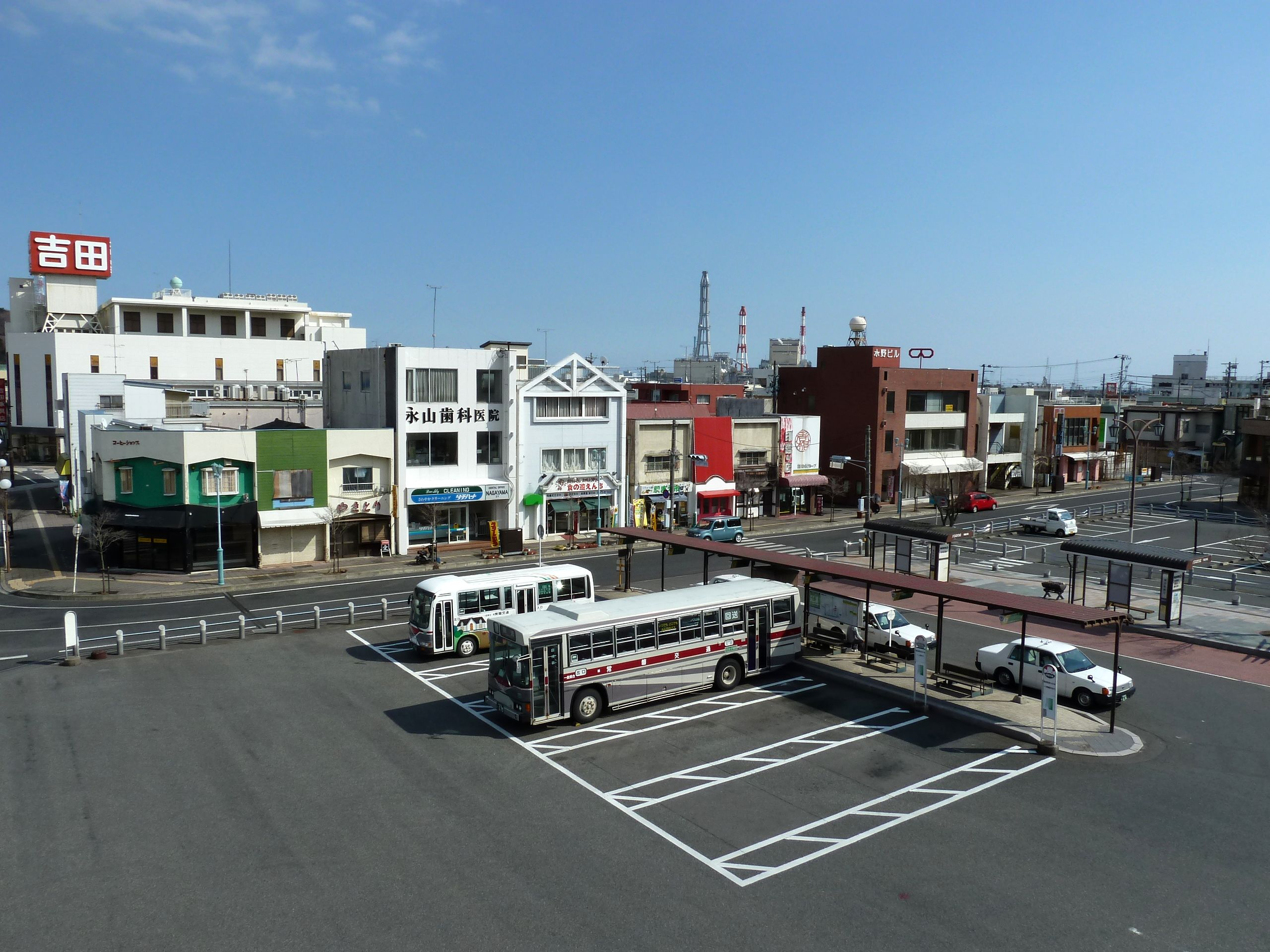
駅前

駅周辺はいわき市勿来地区の中心部であり、市役所支所や警察署、市立図書館などが立地し、中規模な市街地が形成されている。かつてはイトーヨーカドーいわき植田店（植田ショッピングセンター）があったが、2006年（平成18年）9月にイトーヨーカドーが撤退し、跡地にフジコシなどが入居した。しかし、建物の老朽化や売上不振を理由に、フジコシは2008年（平成20年）8月24日に、残りのテナントは2009年（平成21年）6月末までに閉店し、跡地は解体された。現在はミニストップなどとなっている。
- いわき市役所勿来支所
- いわき市立勿来図書館
- 東田簡易郵便局
- 植田郵便局
- 勿来公共職業安定所
- いわき南警察署
- 双葉町役場いわき事務所
- 福島県立磐城農業高等学校
- 福島県立勿来工業高等学校
- 旧植田ショッピングセンター跡地
  - ミニストップいわき植田駅前店
  - カラオケ本舗まねきねこいわき植田店
  - 東京餃子軒植田店
- 国道6号（常磐バイパス）
- 茨城県道・福島県道10号日立いわき線
- 福島県道20号いわき上三坂小野線
- 福島県道56号常磐勿来線
- 福島県道71号勿来浅川線
- 福島県道105号旅人勿来線
- 福島県道239号泉岩間植田線
- 小浜海水浴場
- 常磐共同火力勿来発電所
- 鮫川
- マルト東田店
- 渋川

## バス路線
全路線が新常磐交通による運行である。このほか、復興支援バスが1番のりばより発着する。
| のりば | 運行事業者 | 行先                                           | 出典  |
| ------ | ---------- | ---------------------------------------------- | ----- |
| 1      | 新常磐交通 | 川部循環内まわり（川部→白米方面）              | [ 9 ] |
| 2      | 新常磐交通 | 上遠野                                         | [ 9 ] |
| 3      | 新常磐交通 | - 勿来駅前 - 川部循環外まわり（白米→川部方面） | [ 9 ] |
| 4      | 新常磐交通 | 早稲田                                         | [ 9 ] |

## 隣の駅
東日本旅客鉄道（JR東日本）
■常磐線
勿来駅 - 植田駅 - 泉駅

### 記事本文
1. 1 2 3  『週刊 JR全駅・全車両基地』 42号 水戸駅・常陸太田駅・高萩駅ほか74駅、朝日新聞出版〈週刊朝日百科〉、2013年6月9日、23頁。
2. 1 2 3 4 5 6  石野哲（編）『停車場変遷大事典 国鉄・JR編 Ⅱ』（初版）JTB、1998年10月1日、432-433頁。ISBN 978-4-533-02980-6。
3. 1 2  事業エリアマップ - JR東日本ステーションサービス.2021年11月24日閲覧
4. 1 2  「みどりの窓口リストラ」『朝日新聞』朝日新聞社、2006年7月11日、夕刊、23面。
5. ↑  『Suicaをご利用いただけるエリアが広がります。』（PDF）（プレスリリース）東日本旅客鉄道、2008年12月22日。オリジナルの2020年5月24日時点におけるアーカイブ。2020年5月25日閲覧。
6. ↑  “駅の券売機案内スタッフ” (PDF).   東日本旅客鉄道水戸支社 (2011年12月20日). 2012年2月4日時点のオリジナルよりアーカイブ。2022年5月8日閲覧。
7. ↑  駅の情報（植田駅）：JR東日本 - JR東日本.2021年11月24日閲覧
8. 1 2  “JR東日本：駅構内図・バリアフリー情報（植田駅）”.   東日本旅客鉄道. 2024年11月2日閲覧。
9. 1 2  “主要駅前のりばご案内” (PDF).   新常磐交通. 2024年11月2日閲覧。

### 利用状況
1. 1 2  “各駅の乗車人員（2023年度）”.   東日本旅客鉄道. 2024年7月21日閲覧。
2. ↑  “各駅の乗車人員（2000年度）”.   東日本旅客鉄道. 2019年3月5日閲覧。
3. ↑  “各駅の乗車人員（2001年度）”.   東日本旅客鉄道. 2019年3月5日閲覧。
4. ↑  “各駅の乗車人員（2002年度）”.   東日本旅客鉄道. 2019年3月5日閲覧。
5. ↑  “各駅の乗車人員（2003年度）”.   東日本旅客鉄道. 2019年3月5日閲覧。
6. ↑  “各駅の乗車人員（2004年度）”.   東日本旅客鉄道. 2019年3月5日閲覧。
7. ↑  “各駅の乗車人員（2005年度）”.   東日本旅客鉄道. 2019年3月5日閲覧。
8. ↑  “各駅の乗車人員（2006年度）”.   東日本旅客鉄道. 2019年3月5日閲覧。
9. ↑  “各駅の乗車人員（2007年度）”.   東日本旅客鉄道. 2019年3月5日閲覧。
10. ↑  “各駅の乗車人員（2008年度）”.   東日本旅客鉄道. 2019年3月5日閲覧。
11. ↑  “各駅の乗車人員（2009年度）”.   東日本旅客鉄道. 2019年3月5日閲覧。
12. ↑  “各駅の乗車人員（2010年度）”.   東日本旅客鉄道. 2019年3月5日閲覧。
13. ↑  “各駅の乗車人員（2011年度）”.   東日本旅客鉄道. 2019年3月5日閲覧。
14. ↑  “各駅の乗車人員（2012年度）”.   東日本旅客鉄道. 2019年3月5日閲覧。
15. ↑  “各駅の乗車人員（2013年度）”.   東日本旅客鉄道. 2019年3月5日閲覧。
16. ↑  “各駅の乗車人員（2014年度）”.   東日本旅客鉄道. 2019年3月5日閲覧。
17. ↑  “各駅の乗車人員（2015年度）”.   東日本旅客鉄道. 2019年3月5日閲覧。
18. ↑  “各駅の乗車人員（2016年度）”.   東日本旅客鉄道. 2019年3月5日閲覧。
19. ↑  “各駅の乗車人員（2017年度）”.   東日本旅客鉄道. 2018年7月6日閲覧。
20. ↑  “各駅の乗車人員（2018年度）”.   東日本旅客鉄道. 2019年7月12日閲覧。
21. ↑  “各駅の乗車人員（2019年度）”.   東日本旅客鉄道. 2020年7月12日閲覧。
22. ↑  “各駅の乗車人員（2020年度）”.   東日本旅客鉄道. 2021年7月24日閲覧。
23. ↑  “各駅の乗車人員（2021年度）”.   東日本旅客鉄道. 2022年8月7日閲覧。
24. ↑  “各駅の乗車人員（2022年度）”.   東日本旅客鉄道. 2023年7月10日閲覧。

### 「うえだ」と読む他の駅
- 上田駅 - JR東日本北陸新幹線、しなの鉄道しなの鉄道線、上田電鉄別所線の駅
- 植田駅 (名古屋市) - 名古屋市営地下鉄鶴舞線の駅